# 上三緒站
上三緒站（日语：／ Kamimio eki */?）是位於福岡縣飯塚市上三緒325番，屬於九州旅客鐵道（JR九州）的後藤寺線車站。車站編號為JJ02。

## 歷史
- 1902年（明治35年）6月15日 - 第一代九州鐵道山野分支點至山野之間開通，此貨物車站啟用[2]。
- 1907年（明治40年）6月1日 - 九州鐵道（第一代）被國有化，成為帝國鐵道廳車站[3][4]。
- 1909年（明治42年）10月12日 - 制定路線名稱，成為筑豐本線（貨物支線）車站[5]。
- 1920年（大正9年）5月10日 - 開始旅客業務，同時不再成為筑豐本線車站，此站成為漆生線車站[2]。
- 1943年（昭和18年）7月1日 - 產業水泥鐵道（日语：産業セメント鉄道）被收購（被國有化），此站成為後藤寺線[6]。
- 1964年（昭和39年）2月25日 於此站分支的貨物支線廢止[5]。
- 1982年（昭和57年）11月15日 - 結束貨物起卸業務。
- 1987年（昭和62年）4月1日 - 伴隨國鐵分割民營化，車站由九州旅客鐵道（JR九州）營運[7][8]。
- 2009年（平成21年）3月1日 - 此站可以使用IC卡「SUGOCA」[9][10]。

## 車站構造
此站曾經為貨物支線（筑前山野方向）的分支點。本站現時是地面車站，設有1面1線的單式月台。站房是一座車長車風的建築物。月台上沒有長椅。於站內遺留了交會設備與側線遺蹟。此站只有一座月台，車站前後由於設有緩和曲線關係，快速會以高速惰性行走。站內設有發售近距離車票的自動售票機。

## 使用狀況
在2016年度，1日平均乘車人次為60人。
| 上落車人次變化 | 上落車人次變化 |
| 年度           | 1日平均人次    |
| -------------- | -------------- |
| 2007年         | 90             |
| 2008年         | 79             |
| 2009年         | 82             |
| 2010年         | 79             |
| 2011年         | 82             |
| 2012年         | 74             |
| 2013年         | 68             |
| 2014年         | 66             |
| 2015年         | 60             |
| 2016年         | 60             |

## 車站周邊
車站後方設有雜貨店。
- Trial上三緒店

## 巴士路線
- 飯塚市社區巴士（日语：飯塚市コミュニティバス）「上三緒站」巴士站 - 從車站經過靠近新飯塚一方的平交道，步行3分鐘
  - 穎田、庄內地區下廻線

## 相鄰車站
九州旅客鐵道（JR九州）
 後藤寺線
■快速
通過
■普通
新飯塚（JJ01）－上三緒（JJ02）－下鴨生（JJ03）

### 曾經存在的路線
日本國有鐵道
後藤寺線（貨物支線）
上三緒－筑前山野

## 注腳
1. 1 2  . 週刊JR全駅・全車両基地 (朝日新聞出版). 2012-09-23, (07): 27 （日语）.
2. 1 2  弓削信夫. . 葦書房. 1993-10-15: 172–173. ISBN 4751205293.
3. ↑  廣岡治哉 『近代日本交通史 明治維新から第二次大戦まで』 法政大學出版局，1987年4月15日。ISBN 978-4588600173
4. ↑  鐵輪，p.65。
5. 1 2 3  鐵輪，p.214。
6. ↑  鐵輪，p.113。
7. ↑  『交通年鑑 昭和63年版』 交通協力會，1988年3月。
8. ↑  今村都南雄 『民営化の效果と現実NTTとJR』 中央法規出版，1997年8月。ISBN 978-4805840863
9. ↑  . 交通新聞 (交通新聞社). 2009-03-03: 1 （日语）.
10. ↑  鐵輪，p.181。
11. ↑  飯塚統計（交通、運輸） JR九州使用狀況

## 外部連結
- 上三緒（車站資訊） - 九州旅客鐵道（日語）